# Ellipteroides (Protogonomyia) pakistanicus
Ellipteroides (Protogonomyia) pakistanicus is een tweevleugelige uit de familie steltmuggen (Limoniidae). De soort komt voor in het Oriëntaals gebied.